# First Church of Christ, Unitarian
Die First Church of Christ, Unitarian (auch First Church of Christ, Lancaster) ist eine historische, seit dem 17. Jahrhundert bestehende Kirchengemeinde in Lancaster im Bundesstaat Massachusetts der Vereinigten Staaten. Das gleichnamige Kirchengebäude (umgangssprachlich auch Bulfinch Church) wurde zu Beginn des 19. Jahrhunderts von Charles Bulfinch entworfen und 1970 als National Historic Landmark anerkannt. Seit 1977 ist es zugleich Contributing Property zum Center Village District.
Das Gebäude ist die bedeutendste der noch bestehenden Kirchen von Bulfinch in Neuengland. Besonders bemerkenswert ist die Fassade mit ihrem zweistufigen Backsteinturm und einer Holzkuppel, gestützt von römischen Säulen und begrenzt von einem großen Portikus. Bis heute gibt es weder eine künstliche Beleuchtung noch eine moderne Heizung, sodass die Kirche – abgesehen von geringfügigen Änderungen im Innenraum – im Wesentlichen unverändert geblieben ist.

## Architektur und Geschichte
Das zweistöckige, aus Mauerziegeln im Flämischen Verband errichtete Bauwerk besitzt einen rechteckigen Grundriss von 22,5 m × 20,1 m. Der Portikus belegt eine Grundfläche von 14,6 m × 5,2 m und wird von quadratischen Säulen getragen, an deren Vorderseite Pilaster dorischer Ordnung angebracht sind. Das zweite Stockwerk des insgesamt rund 37 m hohen Turms ist quadratisch und bildet die Basis für 12 kannelierte Säulen ionischer Ordnung, welche die hölzerne Kuppel tragen. Die Kirchenglocke wiegt über eine halbe Tonne.
Die Kirchenbänke im Innenbereich bestehen aus Kiefernholz. Die in weißer Farbe gehaltene Kanzel in der Mitte der nördlichen Mauer ragt über 3 m auf und ruht auf Säulen ionischer Ordnung. 1881 wurden zwei neue Türen in die Nordwand integriert, um den Innenraum mit der angebauten Thayer Memorial Chapel zu verbinden. 1900 wurden Deckenverzierungen hinzugefügt. Bis auf diese geringfügigen Veränderungen ist das Kirchengebäude bis heute im Originalzustand erhalten. Es wird bis heute für religiöse Zwecke verwendet.
Die Stadt Lancaster richtete aufgrund eines entsprechenden Wunsches der Einwohner ein dreiköpfiges Gremium ein, um eine neue Kirche zu errichten. Beauftragt wurden Charles Bulfinch als Architekt und der aus Boston stammende Thomas Hearsey als Baumeister. Die Baukosten in Höhe von insgesamt 19.088,66 US-Dollar (heute ca. 379.900 Dollar bzw. 350.900 Euro) wurden vollständig von den Gemeindemitgliedern getragen. Nach 151 Arbeitstagen konnte das Gebäude am 1. Januar 1817 seiner Bestimmung übergeben werden. 1867 folgte die Installation einer Kirchenorgel, und 1881 folgte mit der Thayer Memorial Chapel der einzige Anbau. In der Annahme, dass Bulfinch die Innenbereiche reicher verziert hätte, wenn er mehr Geld zur Verfügung gehabt hätte, wurde dies im Jahr 1900 nachgeholt. Wände und Decken wurden mit Verzierungen versehen, deren Stil sich an Bulfinchs Arbeiten im Massachusetts State House orientiert.